# Gerhardus Antonius Vos de Wael
Gerhardus Antonius Vos de Wael (Zwolle, 29 april 1819 - Raalte, 5 juli 1881) was een Nederlandse jurist en politicus.

## Familie
Vos de Wael, lid van de familie Vos de Wael, was een zoon van mr. Arnoldus Johannes Vos de Wael (1787-1859) en Maria Anna Helmich (1789-1861). Hij trouwde in 1852 met Carolina Maria Clara Paulina von Beesten (1830-1912). Uit dit huwelijk werden zes dochters en vier zoons geboren, waaronder Nicolaus Xaverius Theodorus Maria Vos de Wael, burgemeester van Oldenzaal. Hij kocht in 1851 havezate 'De Hofstede' in de buurschap Tijenraan onder Raalte.

## Loopbaan
Vos de Wael studeerde rechten. Hij werd in 1851 benoemd tot burgemeester van Raalte. Hij was daarnaast lid van de Provinciale Staten van Overijssel. Hij overleed in 1881, op 62-jarige leeftijd.